# بهزاد قادری
بهزاد قادری سُهی (زادهٔ ۱۳۳۱، زاهدان)، نویسنده، مترجم، محقق و ناقد ایرانی و استاد بازنشسته گروه زبان و ادبیات انگلیسی دانشکده زبان‌ها و ادبیات خارجی دانشگاه تهران است.

## زندگی
بهزاد قادری سهی در سال ۱۳۳۱ در شهر زاهدان دیده به جهان گشود. بعد از کلاس اول ابتدایی در زادگاهش به شهر کرمان رفتند و سه سال در آنجا بودند بعد به شهر بجنورد رفتند و سال پنجم تحصیل خود را در آن شهر سپری کردند.
والدین و انساب: پدر بهزاد قادری سهی اصفهانی و مادرش اهل سیستان بودند. پدرش همردیف بود؛ یعنی در پست مهندسی ارتش و با لباس شخصی مسئولیت فنی موتورهای برق و آب مناطق را بر عهده داشت. مادرش خانه‌دار است و از طایفه توکلی‌های سیستان و بلوچستان است.
خاطرات کودکی بهزاد قادری سهی به زبان خودش: «شش سال اول زندگی را در زاهدان زندگی کردم. از همان کودکی با پدرم به سفر می‌رفتم. شب‌های کویری و خرگوش‌هایی که نور چراغ اتومبیل آن‌ها را چراغی می‌کرد، وهم شب‌های کویر و جیغ و زوزه حیوانات و آدم‌ها. آنچه سخت در ذهنم جا خوش کرده روز اول دبستان بود، در نمی‌دانم کجای زاهدان. سرگشته، از کلاسی به کلاسی دیگر می‌رفتم. در یک کلاس نقشه پلاس جهان بود: می‌خواستم بدانم من کجای این جهان هستم! دلهره‌ای همراه ناامیدی اما شیرین. بعدها، خودم که به کلاس پنجم رسیدم برای درس جغرافی زمین را نقش زدم که معلمم، آقای عبدالرمضانی، خیلی تشویقم کرد.»

### تحصیلات
بهزاد قادری سهی بعد از گذران تحصیلات اولیه خود در شهرهای زاهدان، کرمان و بجنورد، مقاطع تحصیلات لیسانس خود را در رشته زبان و ادبیات انگلیسی، دانشگاه فردوسی، مشهد در ۱۳۵۴ گذراند و فوق لیسانس ادبیات آمریکا، دانشگاه شیراز را در ۱۳۵۷ طی کرد، و دکترای ادبیات نمایشی قرن نوزده و سه دههُ ۱۹۶۰–۱۹۹۰ در بریتانیا به اتمام رسانید.
- کارشناسی زبان و ادبیات انگلیسی از دانشگاه فردوسی مشهد، ۱۳۵۴
- کارشناسی ارشد ادبیات انگلیسی از دانشگاه شیراز، ۱۳۵۷
- دکترای ادبیات نمایشی از دانشگاه اسکس، ۱۳۷۶

از وقایع تحصیل بهزاد قادری سهی به زبان خود او: «آن روزها رشته پزشکی خیلی طرفدار و اعتبار داشت. من در کنکور که شرکت کردم، انتخاب اولم زبان وادبیات انگلیسی دانشگاه مشهد بود. وقتی هم که از امتحان برگشتم، به مادرم گفتم، «کاسه بشقاب من را آماده کن، دارم میرم مشهد!» ولی وقتی قبول شدم، فوج دوستان پیش پدرم رفتند که نگذارد من در رشته ادبیات انگلیسی درس بخوانم؛ ولی او گفته بود، «هرچه خودش می‌خواهد.» خاطره خوشی که از این دوران دارم، به ویژه دوره کارشناسی، بیرون آمدن از کتابخانه دانشکده همراه با رفتگر و در دیر وقت شب هاست.»
فعالیت‌های ضمن تحصیل: بهزاد قادری سهی تنها مطالعه می‌کرد و در عین حال تدریس هم می‌کرد. در دوره کارشناسی ارشد، در شیراز، دانشکده اش کنار حافظیه بود.

### استادان و شاگردان
از استادان بهزاد قادری سهی در دوره تحصیلات تکمیلی به شرح زیر است: دوره کارشناسی: دکتر قنادان، دکتر فرخ، خانم شایگی، استاد حدیدی، استاد صدر، استاد برادران رفیعی دوره کارشناسی ارشد: دکتر بالیتاس، دکتر ویلیام هاروی، استاد یارمحمدی، استاد امراله ابجدیان دوره دکتری: راجر هاوارد، پیتر هیوم، الین جوردن، آنجلا لیوینگستن
از همدوره ای‌های دکتر بهزاد قادری سهی می‌توان به دکتر علیرضا امامی، دکتر علیرضا انوشیروانی، دکتر محمد هادی کامیابی مسک، دکتر فارسیان، دکتر جهانبخش لنگرودی اشاره نمود.
شاگردان: ۱-دکتر پیرنجمالدین، دانشگاه اصفهان ۲-دکتر امید طبیبزاده، دانشگاه همدان ۳-دکتر طاهره احمدیپور، دانشگاه ولی عصر (رفسنجان) ۴-دکتر محمد حسن حفیظی، دانشگاه فلوریدا، آمریکا ۵-دکتر محمد شهابی، دانشگاه آزاد کرمان ۶-دکتر آزاد منش، دانشگاه آزاد کرمان ۷-خانم ناهید فخرشفایی، دانشگاه شهید باهنر کرمان ۸-خانم زهرا میهنخواه، دانشگاه شهید باهنر کرمان (مرحوم) ۹-دکتر رضا پاشا مقیمی، دانشگاه آزاد کرمان
۱۰- دکتر آناهیتا بردبار، دانشگاه آزاد اهواز

### وقایع میانسالی
کشته شدن برادر بهزاد قادری سهی به نام حیدرعلی قادری سهی، در سوسنگرد در سال ۱۳۶۰. در گذشت پدر در سال ۱۳۸۲ در شهرستان بجنورد. انتقال از دانشگاه شهید باهنر کرمان به دانشگاه تهران در سال ۱۳۸۴.

### اکنون
وی اکنون مشغول به تدریس در دانشگاه ار جی اس، کایسری، ترکیه می باشد.

## مشاغل و سمتهای مورد تصدی
۱-سرپرستی کتابخانه ملی کرمان در بدو تأسیس ۲-سرپرستی گروه زبان‌های خارجی، دانشگاه شهیدباهنر کرمان ۳-معاونت آموزشی دانشکده هنر، دانشگاه کرمان ۴-عضو هیئت تحریریه نشریه دانشکده ادبیات و علوم انسانی ۵-عضو شورای تخصصی گروه زبان و ادبیات انگلیسی ۶- عضو هیئت امنای تئاتر کرمان به مدت دو سال ۷- عضو هیئت ممیزه دانشگاه‌های جنوب شرق ایران ۹-عضو هیئت تحریریه نشریه پژوهش زبان‌های خارجی، دانشکده زبان‌های خارجی، دانشگاه تهران ۱۰- عضو مرکز ایبسن‌شناسی دانشگاه اسلو-نروژ
تدریس دروس عصر روشنگری، عصر رمانتیسیسم، و نمایشنامه قرن نوزدهم در مقاطع کارشناسی و کارشناسی ارشد در دانشگاه Essex انگلستان از سال ۱۳۷۲ تا پایان تحقیقاتِ دورهُ دکتری (1376).

## همفکران
۱-اکبر رادی، نمایشنامه‌نویس ۲-جلال ستاری، نویسنده و منتقد ۳-لاله تقیان، نویسنده و منتقد ۴-یداالله آقاعباسی، دانشگاه شهیدباهنر کرمان ۵-دکتر حسین پیرنجم‌الدین، دانشگاه اصفهان ۶-دکتر محمد مرندی، دانشگاه تهران ۷-دکتر آزبیورن اورشیث، دانشگاه برگن-نروژ ۸-دکتر کنوت برینتسول، دانشگاه اسلو- نروژ ۹-دکتر فروده الان، دانشگاه اسلو-نروژ ۱۰-دکتر ویگدیس استا، دانشگاه اسلو-نروژ ۱۱-دکتر پیتر هیوم، دانشگاه اسکس-انگلیس ۱۲-دکتر توماس برتونیو، دانشگاه دولتی نیویورک ۱۳-دکتر جون تمپلتن، دانشگاه نیویورک ۱۴-دکتر کاری مایزر، دانشگاه پنسیلوانیا

## آرا و گرایش‌های خاص
گرایش به مکتب رمانتیسیسم، شیوه جدلی هگلی و تکیه بر ایبسن به عنوان یکی از جدلی اندیشان دوران مدرن

## افتخارات
۱-استاد نمونه دانشگاه شهید باهنر کرمان در سال ۱۳۷۶ ۲-لوح تقدیر برای ترجمه متون نمایشی در استان کرمان در سال ۱۳۷۸ ۳-نمایشنامه مرد یخین می‌آید به عنوان ترجمه برتر در نخستین جشن ادبیات نمایشی کانون نمایشنامه نویسان خانه تئاتر، تهران: ۲۶ شهریور ماه ۸۴. ۴-ترجمه مرگ تراژدی به عنوان پژوهش و ترجمه برتر در نخستین جشن ادبیات نمایشی کانون نمایشنامه نویسان خانه تئاتر، تهران: ۲۶ شهریور ماه ۸۴. ۵-لوح سپاس از سوی سفارت نروژ در تهران و مرکز هنرهای نمایشی در سال ۱۳۸۵ برای پژوهش دربارهٔ آثار ایبسن. ۶-با چراغ در آینه‌های قناس، نوشته بهزاد قادری، نشر قطره، ۱۳۸۴، به عنوان کتاب برتر سال در میان کتب دانشگاهی در سال 1384.
احمد کامیابی مسک ضمن نقل قولی از آناتول فرانس دربارهٔ او چنین گفته‌است: «نقد به طور تحسین آمیزی شایسته یک اجتماع بسیار متمدن است که در آن خاطرات بسیار غنی و سنت‌ها بسیار طولانی هستند. نقد به خصوص برای جامعه‌ای که افراد آن کنجکاو، دانشمند و با ادب هستند مناسب است و به اندازه و بیش از همه اشکال ادبی دیگر، به دانش و فرهنگ نیاز دارد. . . . از یونانیان قرون قبل از میلاد گرفته تا اندیشمندان امروز همه سعی کرده‌اند برای انتقال سریعتر و مؤثرتر افکار و اندیشه‌های فلسفی، اجتماعی، مذهبی و احساسات و عواطف انسانی از نمایشنامه و صحنه تئاتر استفاده کنند و بیشتر اوقات «حامل» (در معنای ریاضی) این انتقال، هنرمندان دیگری به نام ناقدان بوده‌اند. . . . او (قادری) نقد کرده‌است، ترجمه کرده‌است، به خصوص نقد و ترجمه متون و اجراهای نمایشی؛ و شایسته تحسین و تقدیر است؛ و من برای این استاد فرهیخته آرزو می‌کنم که در سلامت و آرامش کامل باز هم به خدماتش در جهت پیشرفت دانش و هنر این سرزمین، مهد تمدن بشریت، ایران، ادامه دهند.»

## آثار

### ترجمه‌های نمایشنامه‌های هنریک ایبسن
- هنگامی که ما مردگان سر برداریم، تهران، نشر تجربه، ۱۳۷۶
- روسمرسهولم، تهران، نشر تجربه، ۱۳۷۶
- جان گابریل بورکمان، بهزاد قادری (مترجم)، تهران: نغمه زندگی، ۱۳۸۷
- مرغابی وحشی، یدالله آقاعباسی (مترجم)، بهزاد قادری (مترجم)، تهران: نغمه زندگی، ۱۳۸۷
- عروسک‌خانه
- هدا گابلر
- پرگنت
- جن‌زدگان
- آیلف کوچولو
- دشمن مردم
- استاد سولنس معمار
- بانوی دریا(یی)
- ارکان جامعه

### دیگر
- آن شب که تورو زندانی بود، رابرت اِی لی و جروم لارنس، (با یدالله آقا عباسی)، تهران، مرکز هنرهای نمایشی، ۱۳۷۰
- ترحم در تاریخ، هاوارد بارکر، تهران، سپیده سحر، ۱۳۷۹
- مارکوپولی، یوجین اونیل، (با یدالله آقاعباسی)، تهران، سپیده سحر، ۱۳۷۹
- خاندان چن‌چی، شلی پرسی بیشی، تهران، سپیده سحر، ۱۳۸۰
- خاندان چن‌چی، آنتونی آرتو، تهران، سپیده سحر، ۱۳۸۰
- سالار زنان، کاریل چرچیل، سپیده سحر، ۱۳۸۰
- احمق، ادوارد باند، با یدالله آقاعباسی، سپیده سحر، ۱۳۸۰
- اسم من آرام است، ویلیم سارویان، تهران، سپیده سحر، ۱۳۸۱
- ماری استوارت، شیلر، تهران، سپیده سحر، ۱۳۸۱
- گذر از تئاتر ارسطویی به درام پسا-مدرن، بهزاد قادری، تهران: انتشارات دانشگاه شهیدباهنر کرمان، ۱۳۸۲
- شش گفتار پیرامون ترجمه متون ادبی، بهزاد قادری، تهران: دانشگاه شهید باهنر (کرمان)، ۱۳۸۲[۳]
- «هر کسی را اصطلاحی داده‌اند: شش گفتار پیرامون ترجمه متون نمایشی»، بهزاد قادری، کرمان: انتشارات دانشگاه شهید باهنر کرمان، ۱۳۸۲
- ادبیات مرده (شور)، هاوارد برنتن، بهزاد قادری (مترجم)، تهران: قطره، ۱۳۸۴
- ادبیات نمایشی رمانتیسیسم و تئاتر پسامدرن، بهزاد قادری، تهران: نشر قطره، ۱۳۸۴
- با چراغ در آینه‌های قناس: میراث رمانتیسیسم در ادبیات نمایشی پسامدرن انگلیس، بهزاد قادری، تهران: قطره، ۱۳۸۴
  - کتاب برتر سال در میان کتب دانشگاهی در سال ۱۳۸۴
- گوریل پشمالو، یوجین گلدستون اونیل، بهزاد قادری (مترجم)، تهران: نغمه زندگی، ۱۳۸۷
- «ایبسن: آرمانشهر و "آشوب"»، بهزاد قادری، تهران: پرسش، ۱۳۸۷
- نخستین آدم، یوجین گلدستون اونیل، بهزاد قادری (مترجم)، تهران: نغمه زندگی، ۱۳۸۷
- ورزش=فوتبال به توان سه و چند گفتار دیگر. تهران: نغمهٔ زندگی. ۱۳۸۷. شابک ۹۷۸-۹۶۴-۲۸۸۲-۲۷-۴.
- مرگ تراژدی، جورج اشتاینر، تهران: مرکز هنرهای نمایشی، ۱۳۸۰ (چاپ اول؛ ۱۳۸۶ چاپ دوم)
- پابرهنه در آتن، مکسول اندرسن، (با حسین زمانی مقدم)، تهران، قطره، ۱۳۹۱
- مویزی در آفتاب، لورن هنزبری، (با حسین زمانی مقدم)، تهران، قطره، ۱۳۹۲

- Comparative Literature and Drama
- ""Behzad+Ghaderi"&hl=en&sa=X&ei=dFTqUpDKI8GhtAb5h4GABw&ved=0CCoQ6AEwAA Theatres of the Mind" in Ghaderi Sohi, Revolutions and British Drama, New Delhi, Bahri Publications, ۲۰۰۲